# Trypauchen vagina
A Trypauchen vagina a csontos halak (Osteichthyes) főosztályának sugarasúszójú halak (Actinopterygii) osztályába, ezen belül a sügéralakúak (Perciformes) rendjébe, a gébfélék (Gobiidae) családjába és az Amblyopinae alcsaládjába tartozó faj.
A Trypauchen halnem típusfaja.

## Előfordulása
A Trypauchen vagina az Indiai-óceánban és a Csendes-óceán nyugati részén található meg. A következő országok part menti vizeiben fordul elő: India, Malajzia, Kína és a Fülöp-szigetek. Újabban a Dél-afrikai Köztársaság és Új-Kaledónia vizeiben is észrevették.

## Megjelenése
Ez a hal legfeljebb 22 centiméter hosszú.

## Életmódja
Trópusi halfaj, amely egyaránt megél a sós- és brakkvízben is. A tenger partok mentén, eléggé gyakori, néha a folyótorkolatokba is beúszik. Mindig a fenék közelében tartózkodik, ahol búvóhelyül szolgáló lyukakat fúr magának.

## Felhasználása
A Trypauchen vaginának csak kisméretű halászata van, azaz csak az élőhelyén lévő emberek halásszák. Néha frissen is árusítják.